# Coelioxys rugulosa
Coelioxys rugulosa är en biart som beskrevs av Heinrich Friese 1908. Coelioxys rugulosa ingår i släktet kägelbin, och familjen buksamlarbin. Inga underarter finns listade i Catalogue of Life.